# Cathrine Dekkerhus
Cathrine Høegh Dekkerhus (* 17. September 1992 in Kongsvinger, Norwegen) ist eine norwegische Fußballspielerin, die für Stabæk FK und die Nationalmannschaft spielt.

## Werdegang

### Verein
Dekkerhus begann ihre Profikarriere beim Team Strømmen FK, das ab 2010 unter dem Namen Lillestrøm SK Kvinner antritt. Dort debütierte sie am 2. September 2008 in der Toppserien und erzielte am 13. September 2008 ihr erstes Tor. Zur Saison 2011 wechselte sie zum Ligarivalen Stabæk FK. In ihrer ersten Saison schoss sie im Sechzehntel-Final der Champions League den entscheidenden Treffer beim 1:0-Hinspielsieg gegen den 1. FFC Frankfurt. Stabæk schied nach einer 1:4-Niederlage im Rückspiel allerdings aus dem Wettbewerb aus. 2011 (hinter Røa IL) und 2012 (hinter Lillestrøm SK) wurde Dekkerhus jeweils norwegische Vizemeisterin und war mit ihrer Mannschaft 2012 beim nationalen Pokalwettbewerb erfolgreich. 2013 gewann sie mit Stabæk schließlich die norwegische Meisterschaft.

### Nationalmannschaft
Dekkerhus durchlief seit 2006 sämtliche Nachwuchsmannschaften des norwegischen Fußballverbandes. 2009 gehörte sie zum norwegischen Team, das sich für die U-17-Europameisterschaft in Nyon qualifizieren konnte, und belegte dort mit der Mannschaft den vierten Platz. Zwei Jahre später erreichte sie das Finale der U-19-Europameisterschaft in Italien, wo die Mannschaft mit 1:8 gegen das deutsche Team den Kürzeren zog. 2012 nahm sie an der U-20-Weltmeisterschaft in Japan teil und erreichte dort das Viertelfinale. Am 12. Januar 2013 gab Dekkerhus im Testspiel gegen Südkorea schließlich ihr Debüt für die norwegische Nationalmannschaft, nahm 2013 an der Europameisterschaft in Schweden teil und erreichte mit der Mannschaft das Finale, das sie 0:1 gegen Deutschland verloren. Dekkerhus kam während der Europameisterschaft zu fünf Einsätzen.

## Persönliches
Dekkerhus' Mutter ist Dänin, Dekkerhus spricht daher fließend Dänisch. Sie lebt in Oslo. Ihre jüngere Schwester Cecilie ist ebenfalls Fußballspielerin bei Stabæk FK.

## Erfolge
- Vizeeuropameisterin 2013
- U-19-Vizemeisterin 2011
- Norwegische Meisterin 2013 mit Stabæk FK
- Norwegische Vizemeisterin 2011, 2012 mit Stabæk FK
- Norwegische Pokalsiegerin 2012 mit Stabæk FK